# Katō Shizue

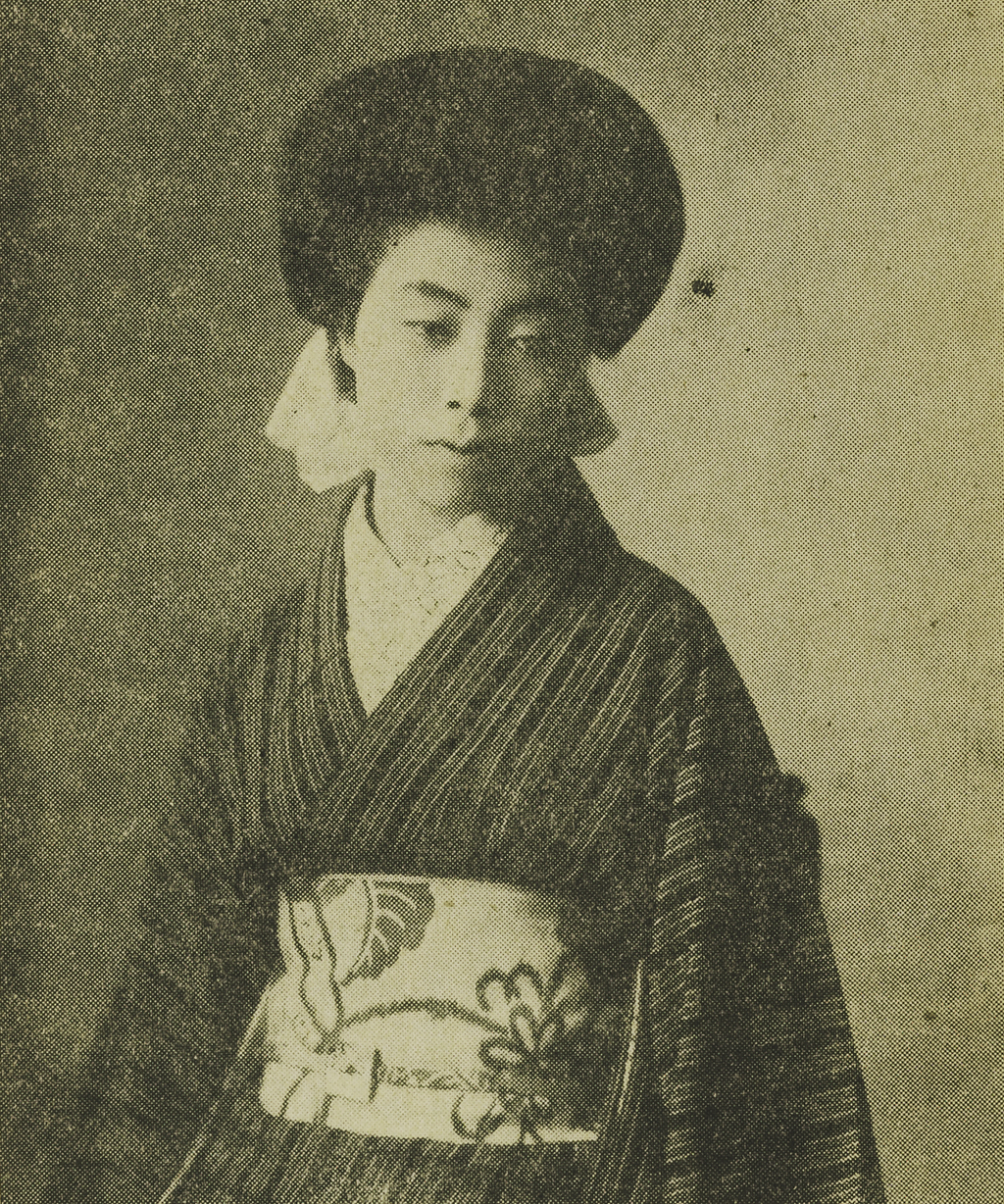
1952 veröffentlichtes Porträtfoto

Katō Shizue (japanisch 加藤 シヅエ; * 2. März 1897 in Tokio als 広田　静枝 Hirota Shizue; † 22. Dezember 2001) war eine japanische Feministin und eine der ersten Frauen, die in das Japanische Parlament gewählt wurden. Katō war als Pionierin der Bewegung zur Geburtenkontrolle und als große Unterstützerin von Reformen des Arbeitsrechts bekannt.

## Biografie
Katō Shizue wurde 1897 in Tokio in eine reiche und einflussreiche Familie geboren. Sie wurde an der Gakushūin-Universität unterrichtet und 1914 dem zehn Jahre älteren, liberalen Danshaku Ishimoto Keikichi angetraut, der bei der Bergbaugesellschaft Mitsui Kōzan als Ingenieur angestellt war, weshalb sie kurz nach der Hochzeit nach Kyūshū zur Miike-Kohlenmine zogen. Hier sah sie erstmals die erschütternden Umstände, unter denen Bergarbeiter ihre Arbeit zu verrichten hatten.
1919 zogen sie und ihr Mann nach New York City, wo sie eine Lehre als Sekretärin absolvierte. Die zwei Söhne des Paares blieben währenddessen bei den Großeltern. In New York änderte eine Begegnung mit der Geburtenkontrollaktivistin Margaret Sanger ihre Lebensziele. Sie entschloss sich, auch japanischen Frauen die Möglichkeiten der Familienplanung näherzubringen. Nach ihrer Rückkehr nach Japan organisierte sie einen Besuch von Sanger und ermöglichte dieser, Vorträge zu halten. In den nächsten Jahren sollte sie Sanger noch sechs Mal nach Japan einladen.
1931 gründete sie ihre erste Organisation zur Geburtskontrolle, deren Vorsitzende sie wurde. 1934 folgte ein Beratungsgremium, das 1937 durch den Zweiten Japanisch-Chinesischen Krieg wieder geschlossen wurde. Ihr Ehemann begann für das wachsende Japanische Kaiserreich zu arbeiten und zog ohne sie und die Kinder in die Mandschurei. Sie begann eine Affäre mit dem ebenfalls verheirateten Katō Kanjū, einem Unterhausabgeordneten, späteren Mitgründer der Sozialistischen Partei und Arbeitsminister. Im März 1944 erreichte sie die Durchsetzung ihrer Scheidung von Ishimoto Keikichi und heiratete im November desselben Jahres Katō Kanjū. Am 30. März 1945 kam die gemeinsame Tochter auf die Welt.
Am 10. April 1946 wurde sie in das Japanische Unterhaus gewählt und trat danach der Sozialistischen Partei Japans bei. 1950 wurde sie dann ins Oberhaus gewählt und hielt diese Position 24 Jahre lang bis zu ihrer Pension im Juli 1974. 1948 gründete sie die Japan Family Planning Association (JFPA), die ein Mitglied der International Planned Parenthood Federation ist.
1988 wurde sie für ihre Arbeit von den Vereinten Nationen geehrt (United Nations Population Award), und 1996 wurde der Kato Shizue Award durch Attiya Inayatullah ins Leben gerufen.
Am 22. Dezember 2001 starb sie im Alter von 104 Jahren.